# تپه چیا درویشی ۱
تپه چیا درویشی ۱ مربوط به دوره اشکانیان - دوره ساسانیان است و در شهرستان کوهدشت، بخش طرهان، دهستان طرهان، ۱/۱ کیلومتری شمال شرق روستای پشت تنگ علیا واقع شده و این اثر در تاریخ ۲۸ اسفند ۱۳۸۵ با شمارهٔ ثبت ۱۸۲۹۲ به‌عنوان یکی از آثار ملی ایران به ثبت رسیده است.